# Allegato di posta elettronica
Un allegato di posta elettronica (o semplicemente un allegato) è un file di un computer che viene inviato assieme a un messaggio di posta elettronica. Un messaggio di posta elettronica può essere corredato da uno o più allegati, i quali vengono inviati a tutti i destinatari del messaggio stesso, costituendo un semplice metodo di condivisione dei file tra due o più persone. L'uso degli allegati nei client di posta elettronica, la funzione di inserimento di uno o più allegati è solitamente rappresentata con un'icona a forma di graffetta.

## Storia e dettagli tecnici
In origine, il protocollo di posta elettronica SMTP consentiva soltanto l'invio di testo codificato in ASCII 7-bit. I primi allegati dovevano dunque essere codificati manualmente, usando programmi quali uuencode, BinHex o xxencode e copiando l'output all'interno del corpo del messaggio.
I sistemi di posta elettronica moderni utilizzano lo standard MIME, che prevede già la possibilità di inviare allegati. MIME è stato sviluppato da Nathaniel Borenstein e Ned Freed, e il primo allegato MIME è stato inviato da Boreinstein stesso l'11 marzo 1992.  Lo standard è stato ufficializzato come RFC2045 nel 1996.
Nel MIME, il messaggio di posta elettronica e i suoi allegati sono incapsulati in un singolo messaggio composto, con l'utilizzo della codifica base64 per convertire i file binari in ASCII 7-bit. I server di posta elettronica più moderni, che utilizzano Extended SMTP
possono codificare il messaggio utilizzando la codifica a 8 bit attraverso l'estensione 8BITMIME.

## Uso corrente

### Limiti di dimensione
Gli standard di posta elettronica, quali ad esempio MIME, non specificano una dimensione limite per gli allegati. In pratica, però, è spesso impossibile inviare file molto grossi (svariati megabytes) tramite posta elettronica. Questo è dovuto ai seguenti fattori potenzialmente limitanti:
1. Alcuni server di posta elettronica limitano arbitrariamente la dimensione massima consentita degli allegati.[2]
2. Tipicamente, tra il mittente e il destinatario, un messaggio di posta elettronica transita attraverso numerosi mail transfer agents (MTA), ciascuno dei quali deve salvare il file fino all'avvenuto invio al MTA successivo, e ciascuno dei quali può a sua volta imporre limiti di dimensione degli allegati.
3. Il sistema di posta elettronica del destinatario può arbitrariamente rigettare messaggi di posta elettronica che contengano allegati oltre una certa dimensione.

Per questa ragione, sebbene è facile che grossi allegati arrivino a destinazione all'interno di una stessa organizzazione che gestisce internamente la posta elettronica, è invece meno probabile che questo avvenga attraverso la rete internet. Ad esempio, quando Gmail, il servizio di posta elettronica di Google, ha aumentato la dimensione massima degli allegati accettati dal proprio sistema a 25MB, ha contestualmente avvertito gli utenti che l'invio di grossi allegati può fallire per taluni destinatari con limiti di dimensione degli allegati inferiori.
È da sottolineare che la dimensione degli allegati che conta ai fini dei limiti dei sistemi di posta elettronica non è quella che il file originario occupa sul computer del mittente, bensì quella del file ricodificato secondo lo standard MIME. La codifica Base64 solitamente utilizzata, aumenta di circa un terzo le dimensioni dei file.

### File pericolosi
È un consiglio comune agli utenti di servizi di posta elettronica di considerare con sospetto la ricezione non sollecitata di messaggi contenenti allegati, ancor più se questi sono inviati da mittenti ignoti o di cui non si conosce l'affidabilità.
Di fatto però, un semplice avvertimento agli utenti si è rivelato inefficace in molti casi, tanto più che in alcuni casi programmi malevoli (virus e malware) sono in grado di diffondersi attraverso le rubriche degli utenti stessi, che ricevono quindi l'allegato malevolo da mittenti considerati affidabili. Casi come questo hanno causato gravi disagi sin dal 1987, con Christmas Tree EXEC (che infettava i computer mainframe), e dai primi anni 2000 il virus ILOVEYOU e il worm Anna Kournikova.
Per questa ragione, i sistemi di posta elettronica moderni hanno introdotto livelli ulteriori di sicurezza per prevenire la diffusione di programmi malevoli, ad esempio bloccando alcuni tipi di allegati.